# الإرهاب المحلي في الولايات المتحدة

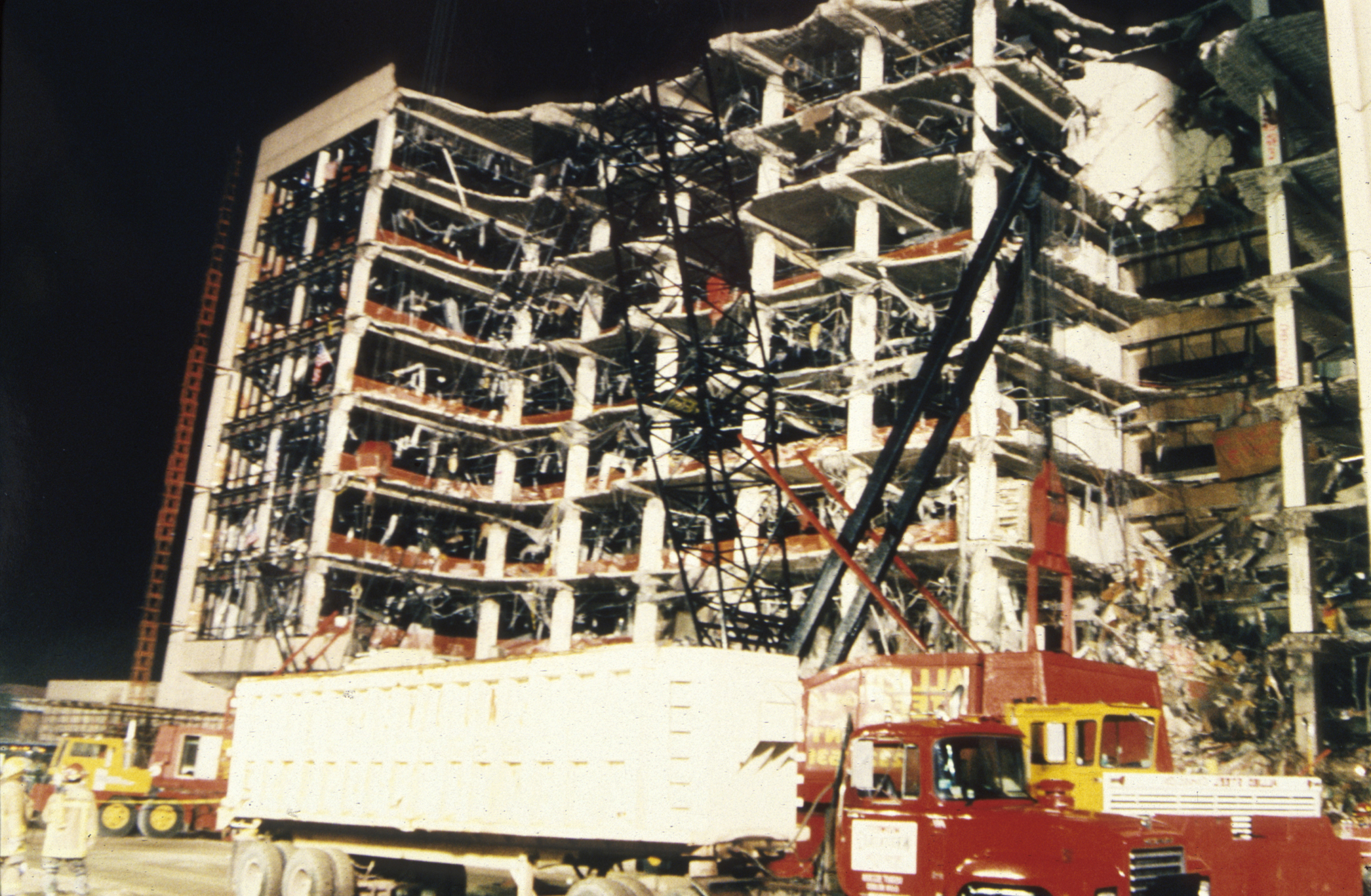
مشهد لمبنى موراه المدمر بعد تفجير أوكلاهوما سيتي، 26 أبريل 1995

الإرهاب المحلي في الولايات المتحدة بين عامي 1980 و 2000 تكون من الأحداث التي أُكدت أو أُشتبه بها كأفعال إرهابية. هذه الهجمات تعتبر داخلية لانها كانت تنفذ من قبل مواطنين امريكيين أو مقيمين دائميين امريكان.

## تعريف الإرهاب الداخلي
التعريف التشريعي للأرهاب الداخلي في الولايات المتحدة تم تغييرة عدة مرات على مدى السنين؛ كذلك، قد تجري بعض الالتباسات حيث ان بعض افعال الإرهاب الداخلي قد حدثت بمدة طويلة قبل ان يتم تحديد التعريف التشريعي.
وفقاً للمذكرة التي اصدرها مكتب التحقيقات الفيدرالية/مركز أبحاث وتحليل الإرهاب في عام 1994, الإرهاب المحلي عرّف على انه "الاستخدام الغير القانوني للقوة والعنف" التي ارتكبت من قبل مجموعة/مجاميع متكونة من شخصين أو أكثر، ضد اشخاص وملكيات لترهيب أو اجبار جهة حكومية، السكان المدنيين، أو أي جزء منها، وذلك لتحقيق أهداف سياسية أو أجتماعية."
وفقاً للقانون الأمريكي الحالي، المنصوص عليها في قانون باتريوت آكت، أفعال الإرهاب المحلية هي تلك التي: «(1) تتضمن أفعال خطيرة مهددة حياة الأنسان التي تشكل انتهاكاً للقوانين الجنائية للولايات المتحدة أو أي دولة أخرى؛ (2) التي تبين نيتها لـ: (أ) ترهيب أو أجبار السكان المدنيين؛ (ب) التأثير على الجهات الحكومية من خلال الترهيب أو الأجبار؛ (جـ) التأثير على سلوك الحكومة من خلال الدمار الشامل، الاغتيال، أو الخطف؛ واخيراً (3) تحدث أساساً ضمن الولايات الإقليمية في الولايات المتحدة الأمريكية».